# Division d'Honneur 1900-01
La Primera División de Bélgica 1900/01 fue la sexta temporada de la máxima competición futbolística en Bélgica.

## Tabla de posiciones
| Pos | Equipo                               | PJ | PG | PE | PP | GF | GC | Pts | DG  |
| --- | ------------------------------------ | -- | -- | -- | -- | -- | -- | --- | --- |
| 1   | Racing Club de Bruxelles             | 16 | 10 | 6  | 0  | 44 | 11 | 26  | +33 |
| 2   | Beerschot A.C.                       | 16 | 11 | 3  | 2  | 47 | 21 | 25  | +26 |
| 3   | Léopold Club de Bruxelles            | 16 | 10 | 3  | 3  | 37 | 20 | 23  | +17 |
| 4   | Athletic & Running Club de Bruxelles | 16 | 7  | 4  | 5  | 39 | 26 | 18  | +13 |
| 5   | Skill F.C. de Bruxelles              | 16 | 5  | 3  | 8  | 36 | 30 | 13  | +6  |
| 6   | F.C. Liégeois                        | 16 | 5  | 3  | 8  | 21 | 29 | 13  | -8  |
| 7   | Verviers F.C.                        | 16 | 6  | 0  | 10 | 19 | 43 | 12  | -24 |
| 8   | F.C. Brugeois                        | 16 | 2  | 4  | 10 | 10 | 45 | 8   | -35 |
| 9   | C.S. Brugeois                        | 16 | 1  | 4  | 11 | 16 | 44 | 6   | -28 |

PJ = Partidos jugados; PG = Partidos ganados; PE = Partidos empatados; PP = Partidos perdidos; GF = Goles a favor; GC = Goles en contra; Pts = Puntos; DG = Diferencia de goles